# Clorometano
Clorometano, monoclorometano, também chamado cloreto de metila, ou simplesmente solvente R-40 ou HCC 40, é um composto químico de fórmula química CH3Cl no passado usado largamente como refrigerante. É um gás incolor extremamente inflamável com um odor levemente doce, o qual é, entretanto, detectado em níveis possivelmente tóxicos. Devido a sua toxicidade, não é mais encontrável em produtos ao consumidor.
Cloreto de metila foi primeiro sintetizado pelos químicos franceses Jean-Baptiste Dumas e Eugene Peligot em 1835 por ferver uma mistura de metanol, ácido sulfúrico, e cloreto de sódio. Este método é similar ao usado hoje.

## Produção
Grandes quantidades de cloreto de metila são produzidos naturalmente nos oceanos pela ação da luz do Sol sobre a biomassa e cloro na espuma do mar. Entretanto, todo o cloreto de metila usado na indústria é produzido sinteticamente.
A maioria do cloreto de metila é preparado por reagir metanol com cloreto de hidrogênio, de acordo com a equação química:
CH3OH + HCl → CH3Cl + H2O
Isto pode ser realizado por borbulhar-se gás cloreto de hidrogênio através de metanol em ebulição com ou sem cloreto de zinco como catalisador, ou por passar vapores de metanol e cloreto de hidrogênio sobre catalisador de alumina a 350 °C.
Uma pequena quantidade de cloreto de metila é produzido pelo aquecimento de uma mistura de metano e cloro a temperaturas acima de 400 °C. Entretanto, este método também resulta em compostos mais clorados tais como cloreto de metileno e clorofórmio e é usualmente apenas usado quando estes outros produtos são também desejados.
Reações adicionais de clorometano com cloreto de hidrogênio podem produzir diclorometano, triclorometano (conhecido como clorofórmio) e tetraclorometano (também conhecido como tetracloreto de carbono).

## Dispersão no meio ambiente
A maior parte do cloreto de metila presente no meio ambiente acaba sendo liberado para a atmosfera. Depois de ser liberado para o ar, a vida útil dessa substância na atmosfera varia de 1 a 3 anos . 
Por outro lado, quando o cloreto de metila emitido é liberado para água, ele será rapidamente perdido por volatilização. A meia-vida dessa substância em termos de volatilização no rio, lagoa e lago é de 2,1 h, 25 h e 18 dias, respectivamente  .
Estima-se que a quantidade de cloreto de metila liberado na estratosfera é de cerca de 2 x 10^6 toneladas por ano, o que representa de 20 a 25% da quantidade total de cloro que é emitida para estratosfera anualmente  . 

## Cana de açúcar e emissão de cloreto de metila
No cultivo da cana-de-açúcar é comum a utilização de fontes de potássio que contém altas concentrações de cloro, como é o caso do cloreto de potássio (KCl). Consequentemente, a cana-de-açúcar acaba absorvendo altas concentrações dessa substância .
Na usina de cana-de-açúcar costuma-se realizar a queima do bagaço da cana no processo de cogeração de energia. Com isso, em virtude da quantidade de cloro absorvido pela cana, essa queima acaba emitindo cloreto de metila para a atmosfera .

## Destruição da camada de ozônio
A queima de biomassa, como por exemplo da cana-de-açúcar, aparece como sendo a maior fonte individual de cloreto de metila (CH3Cl) presente na atmosfera. Além desse composto, também é emitido cloro na forma inorgânica (Cl) .
Quando cloreto de metila (CH3Cl) é emitido e chega a estratosfera acaba sendo muito prejudicial para a camada de ozônio, tendo em vista que o cloro ao se combinar com a molécula de ozônio gera uma reação catalítica levando à quebra das ligações dessa molécula .
```
                           1ª etapa:  Cl + O3 → ClO + O2
                            2ª etapa:  ClO + O → Cl + O2
                             3ª etapa:    O3 + O → 2 O2                                                            
```

Após cada reação, o cloro inicia um ciclo destrutivo com outra molécula de ozônio. Dessa forma, um único átomo de cloro pode destruir milhares dessas moléculas. Como as moléculas de ozônio estão sendo quebradas, elas são incapazes de absorver os raios ultravioletas. Com isso, a radiação UV é mais intensa na Terra, o que leva a um agravamento do efeito estufa.

## Usos
Clorometano foi largamente usado como refrigerante, mas seu uso foi descontinuado devido a sua toxicidade e inflamabilidade. Clorometano também foi usado para a produção de aditivos à base de chumbo para gasolina (chumbo-tetrametila).
O uso mais importante do clorometano hoje como um intermediário químico na produção de polímeros de silicone. Pequenas quantidades são utilizados como um solvente para o fabrico de borracha butila e em refino de petróleo.
Clorometano é empregado como um metilante e agente de cloração em química orgânica. Também é utilizado em uma variedade de outros campos: como um extrator para graxas, óleos e resinas, como um propelente e agente de expansão, em produção de espuma de poliestireno, como uma anestésico local, como um intermediário no fabrico de medicamentos, tal como um catalisador transportador em polimerização de baixa temperatura, e como um fluido para equipamentos termométricos e termostáticos, e como um herbicida.

## Segurança
A inalação de gás clorometano produz efeitos no sistema nervoso central semelhantes aos da intoxicação por drogas. A exposição pode causar sonolência, tonturas, confusão e pode ocorrer dificuldade para respirar, caminhar ou falar. Em concentrações mais elevadas, pode resultar em paralisia, apreensão e coma.
Em caso de ingestão, náusea e vômitos podem ocorrer. Contato com  pele, quando na forma de líquido refrigerante, pode resultar em congelamento. O contato com os olhos pode provocar em redução da visão e pupilas muito dilatadas que reagem lentamente a mudanças na luz.
Exposição crônica ao clorometano foi relacionada a doenças congênitas em camundongos. Em humanos, a exposição ao clorometano durante a gravidez pode causar má formação da coluna vertebral, da pelve e das pernas, mas tais deformações não tem sido conclusivamente evidenciadas.
Em 1997, uma nova investigação do incêndio no clube noturno Cocoanut Grove de Boston em 1942 citou um vazamento de clorometano de um refrigerador como a maior causa daquele desastre.